# Diocèse de Portland
Ne doit pas être confondu avec Archidiocèse de Portland en Oregon.
Le diocèse de Portland est une juridiction catholique en Nouvelle-Angleterre aux États-Unis qui correspond à l'État du Maine en entier. Le diocèse est dirigé par un évêque, et a son siège en la cathédrale du diocèse, la cathédrale de l'Immaculée-Conception. C'est James Thomas Ruggieri (en) qui est à la tête de l’évêché depuis le 13 février 2024.

## Historique
Le diocèse de Portland est érigé le 29 juillet 1853 par le pape Pie IX par démembrement de l'archidiocèse de Boston dans l'État du Massachusetts. Lui-même fut divisé en 1884 pour créer le diocèse de Manchester. 

## Paroisses
Le diocèse est divisé en 66 paroisses regroupées en 29 ensembles paroissiaux.

## Écoles secondaires
- École Secondaire Catherine McAuley, Portland
- École Secondaire Cheverus, Portland
- Académie Saint-Dominique, Lewiston

### Cathédrale
La cathédrale du diocèse est la  cathédrale de l'Immaculée Conception à Portland.

### Basilique
Le diocèse compte une basilique à Lewiston: la basilique Saint-Pierre et Saint-Paul.

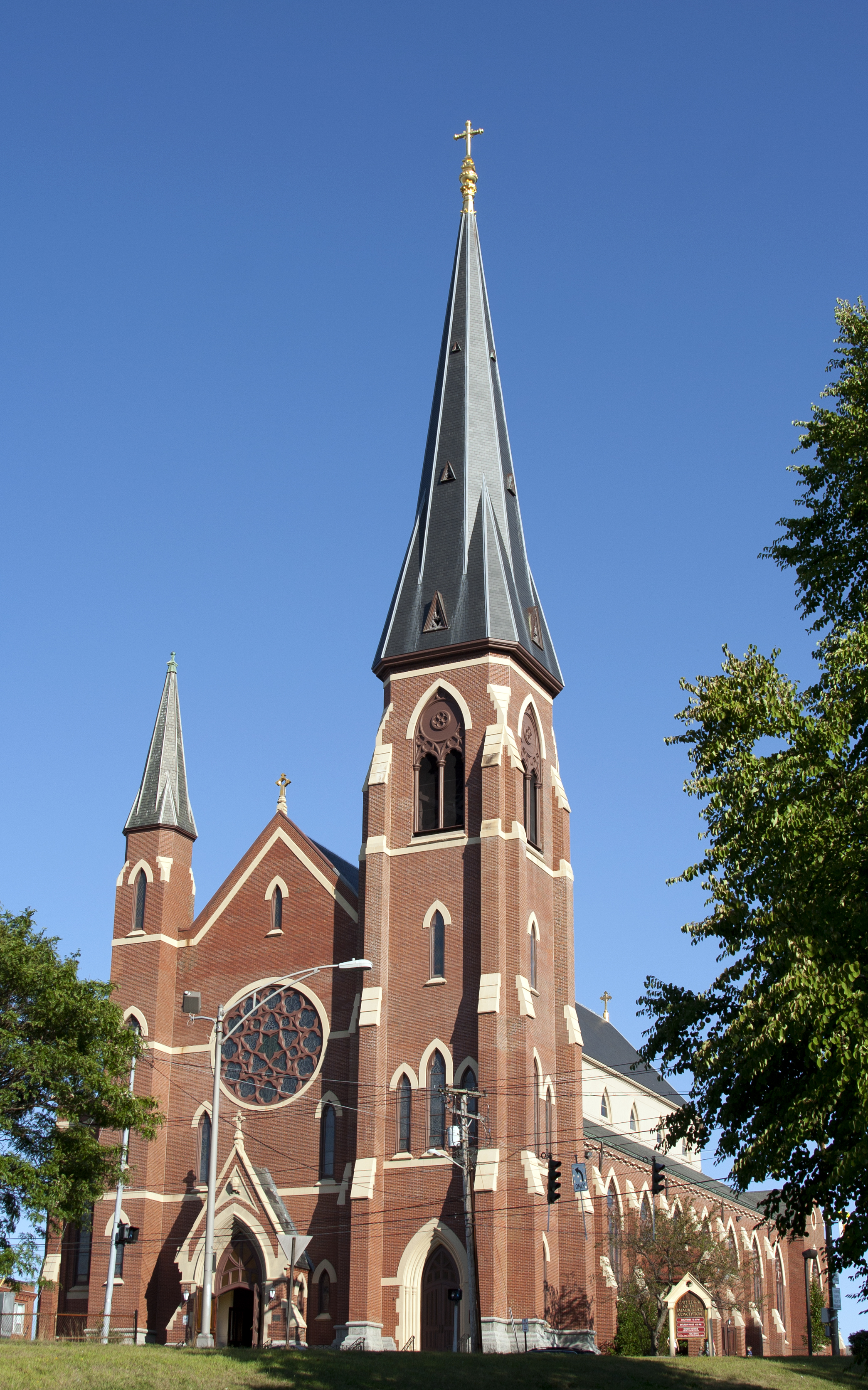
La cathédrale.
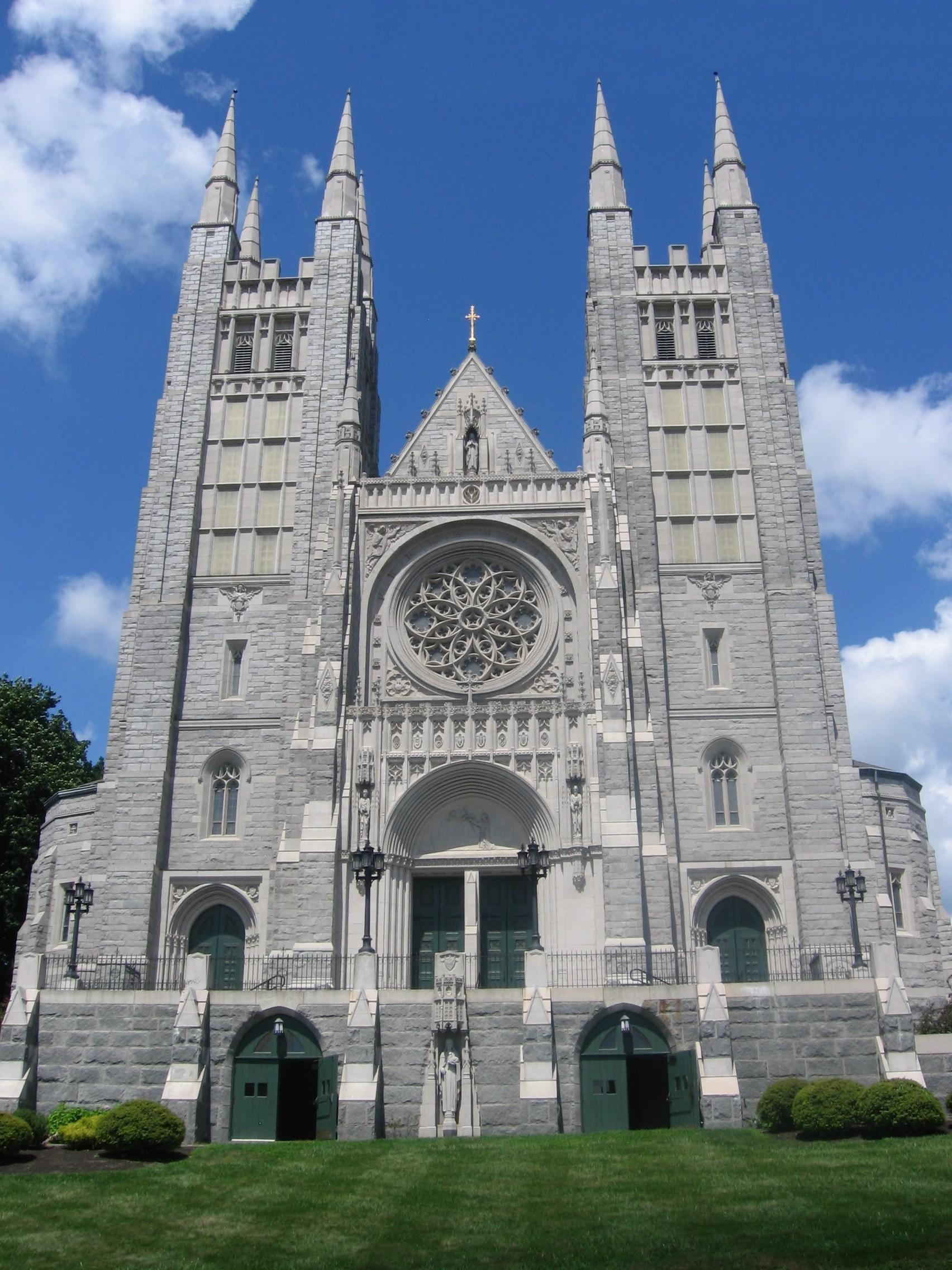
La basilique.
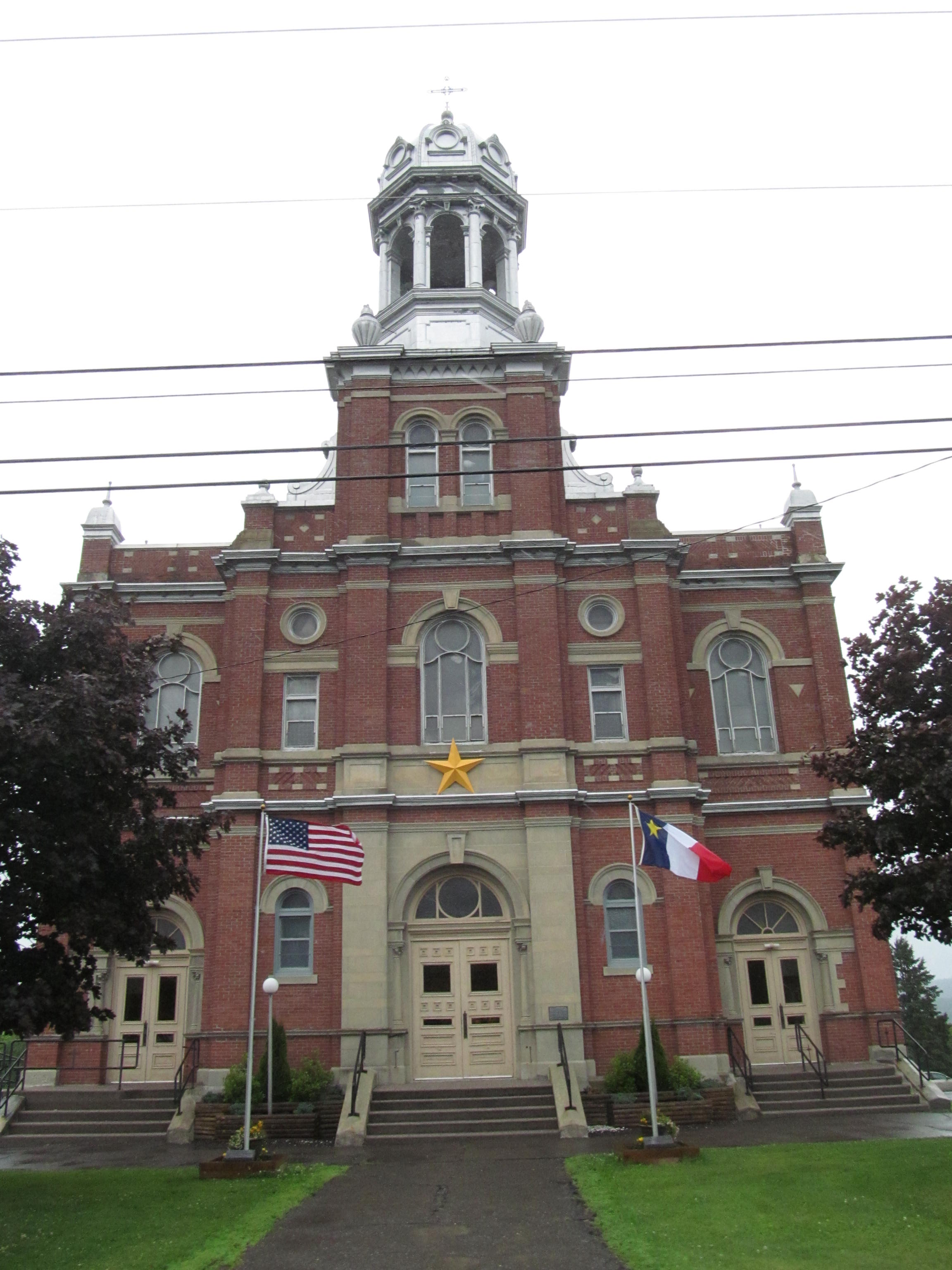
Drapeaux acadien et américain devant l'église Saint-David de Madawaska.

### Église
L'église Saint-David de Madawaska est un édifice religieux qui offre des offices en français lors des messes selon la tradition catholique acadienne, pour ses nombreux fidèles francophones.

## Voir également